# マーティン・ドルーシャウト

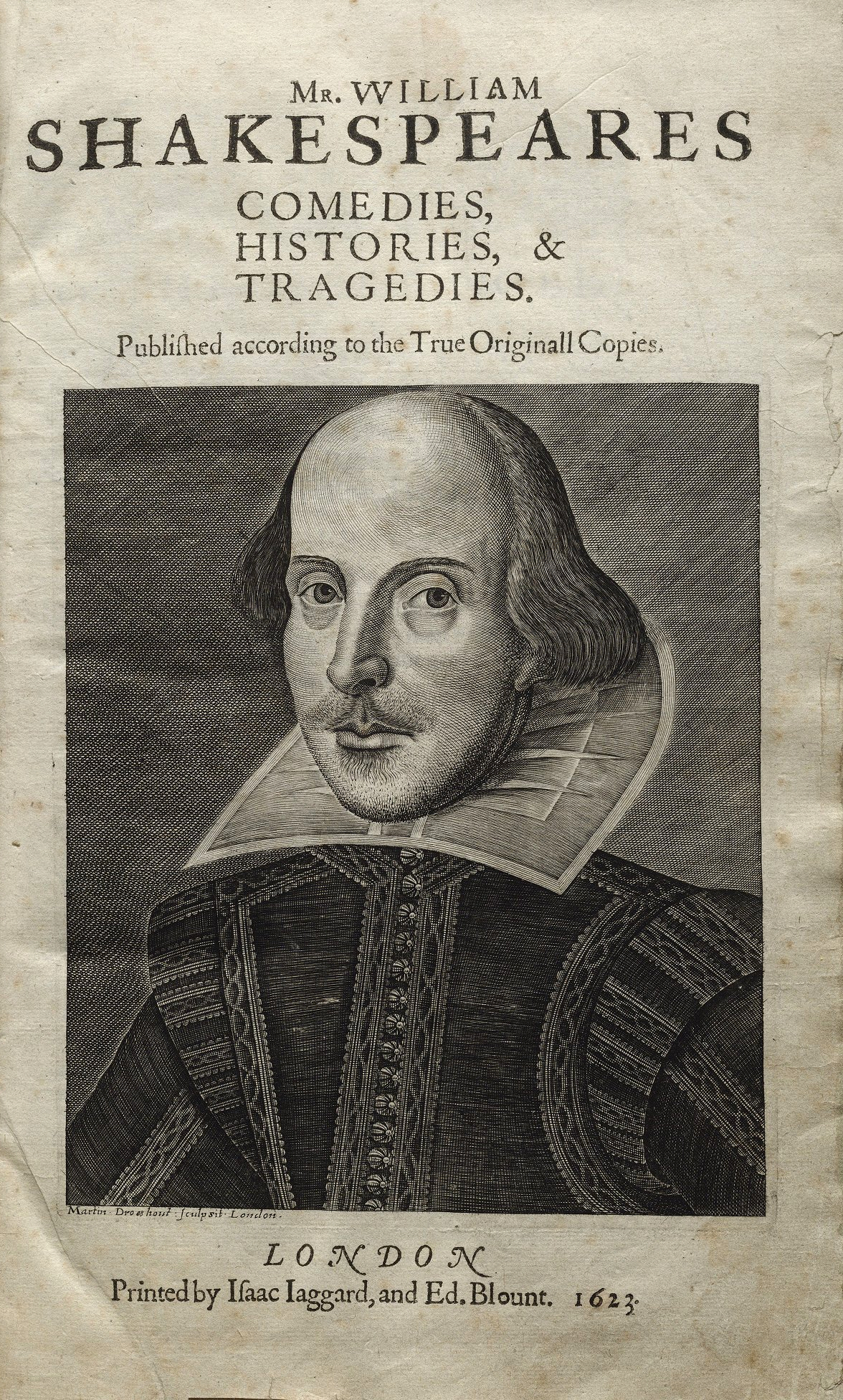
ドルーシャウトによるウィリアム・シェイクスピアを描いた有名な肖像画

マーティン・ドルーシャウト（Martin Droeshout）は、イングランドのフランドル系版画家。1623年のウィリアム・シェイクスピアの作品集『ファースト・フォリオ』のタイトル肖像画を作ったことで知られる。
マーティン・ドルーシャウトなる人物は2人いたことから、正確な身元は明らかではない。伝統的には小マーティン・ドルーシャウト（Martin Droeshout the Younger, 1601年生）が版画家と考えられていたが、近年の研究では彼のおじ大マーティン・ドルーシャウト（Martin Droeshout the Elder, 1560年代 - 1642年ごろ）であるとする説が有力となった。

## どちらのマーティン・ドルーシャウトか
殆どの資料は、版画家はブリュッセルからの移民ミヒェル・ドルーシャウト（Michael Droeshout）の息子小マーティン・ドルーシャウトだったと述べている。誕生日と出身地を除き、小マーティンについて確かな事は知られていないが、父が版画家であったため、それを継いでシェイクスピアの肖像を彫ったと考えられる。驚くべきことにシェイクスピアの死亡時にドルーシャウトはまだ15歳であったが、そのシェイクスピアの肖像画はベン・ジョンソンに「生き写し」（true to life）と言わせた。彼が本当にシェイクスピアに会っていたとしても、作品は記憶からではなく、失われたシェイクスピアの絵から作られたと考えられる。この肖像画が作られたのは小ドルーシャウトがわずか22歳という非常に若い頃の作品である。
しかしながら、メアリ・エドモンズによるドルーシャウト家への調査により、小マーティン・ドルーシャウトのおじ大マーティン・ドルーシャウトの情報が明らかになった。大ドルーシャウトはPainter-Stainer's Companyの一員で、彼も版画家であった可能性が示された。エドモンズの著書によると
"It seems perverse to attribute the Shakespeare engraving to the obscure and unsuitably young Martin Droeshout, born in 1601, as is customary, when there is a quite well-documented artist of the same name to hand, in the person of his uncle".（記録が全くよく残っている身近にいた同名の芸術家がいる場合、慣習的に、おじの代わりに、無名で不適当な若さである1601年生まれの小マーティン・ドルーシャウトがシェイクスピアの版画に携わったというのは変である。）
エドモンズはまた大ドルーシャウトが肖像画家マークス・ヘラート（Marcus Gheeraerts）と関係をもっていたことを指摘し、ヘラートによるシェークスピアの肖像画がかつて存在した証拠を示し、ドルーシャウトの版画はその失われた肖像画からではないかと推測した（p. 344）。